# Vitznau
Vitznau est une commune suisse du canton de Lucerne, située dans l'arrondissement électoral de Lucerne-campagne.

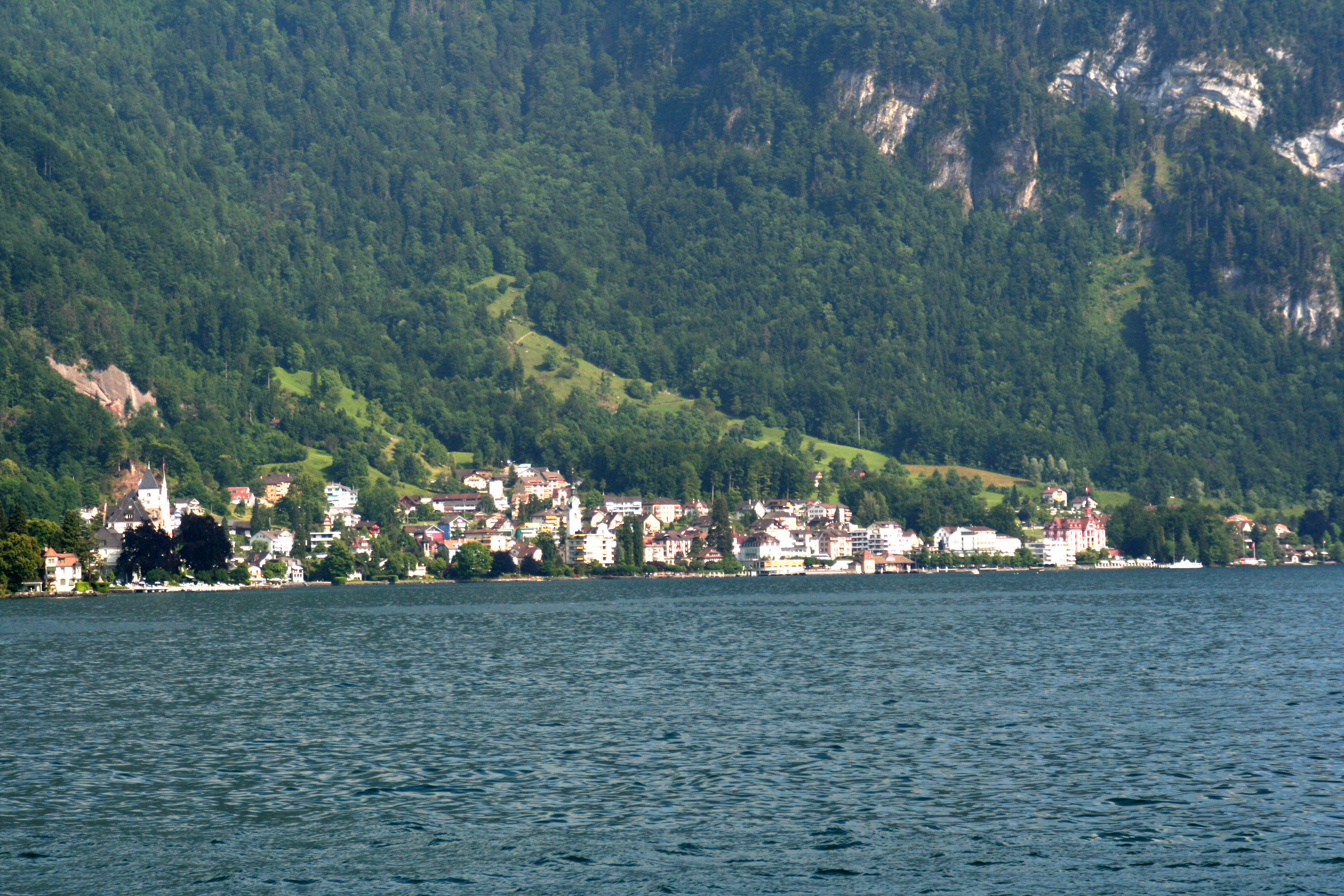
Le village.

Vue aérienne (1947).

## Histoire
De 1380 à 1798, Vitznau forme avec Weggis le bailliage lucernois de Weggis.

## Transport
- Ligne ferroviaire de montagne Vitznau - Rigi Kulm.
- Débarcadère sur le lac des Quatre-Cantons.